# 張全義
張全義（852年—926年），初名言，一名居言，唐朝赐名全义，後梁赐名宗奭，濮州臨濮（今山東鄄城西南）人，唐末、五代十國軍事人物，唐時為黄巢部將，黄巢之亂結束後，投奔河阳节度使诸葛爽，诸葛爽死後，與李罕之爭執，被迫投奔朱溫。後梁時封魏王。後唐時任中书令、河南尹，封齊王，推薦李嗣源前往平定鄴都之變，嗣源反被叛軍擁立，全義憂懼而卒，谥忠肃。

## 簡介
農民出身，早年在家鄉種田，後為縣吏，頗受縣令之侮辱，隧隨黄巢陷长安，黄巢以之为吏部尚书、水运使。
黄巢之亂結束後，投降河阳（今河南孟县东南）节度使诸葛爽，授泽州（今山西晋城）刺史。光啟二年（886年），諸葛爽病死，李罕之擁立其子諸葛仲方，與劉經爭奪洛陽澠池（今屬河南），李罕之駐兵洛口（洛河入黃河處，在今鞏義市東北）。劉經派張全義抵抗李罕之，張全義卻聯合李罕之反攻河陽（今河南孟縣），不勝，退到懷州（今河南沁陽）。李罕之得李克用之助，收復河陽。封張全義河南尹。李罕之勇而無謀，性貪暴，不得人心，見張全義治理洛陽功效顯著，就罵張全義為「鄉巴佬」，稱：“此田舍一夫兒！”經常向張全義勒索金錢，張全義故意表現軟弱，如數供給。文德元年（888年），張全義趁李罕之攻打河東晉州（今山西臨汾）、絳州（今山西新絳）時，領占河陽。張全義俘其全家，自任河陽節度使。李罕之得李克用之助，以三萬人圍攻洛陽。張全義糧食且盡，僅食木屑為活，死在旦夕，不得已向朱溫求救。朱溫派大將丁會、牛存節解洛陽之圍，張全義自此依附朱溫。隨朱溫入唐，唐僖宗賜名全義。
朱溫一名朱全忠，篡唐，建立後梁。張全義立为魏王，又兼河南尹，並自請避諱（朱溫又稱「朱『全』忠」），又得賜名張宗奭。張对朱温忠诚恭谨，乾化二年（912年），朱溫在蓨縣（今河北景縣）不敵符存審，兵敗，返回洛陽。朱溫在張的會節園，見張家的妻女頗有姿色，便強迫侍寢，张繼妻儲氏也被召來強與交歡。其子張繼祚對此憤恨不已，想手刄朱溫，張苦苦勸阻，曰：“吾为李罕之兵围河阳，啖木屑以为食，惟有一马，欲杀以饷军，死在朝夕，而梁兵击之，得至今日，此恩不可忘也。”才勸阻了繼祚。
後梁滅亡，張更回原名，是為張全義。再降後唐，特自洛阳往汴梁迎接李存勗，又厚赂皇后劉玉娘，劉皇后拜為義父。以國丈之位，任中书令、河南尹，改封为齐王。
同光四年（926年），天雄軍士兵皇甫暉煽動同袍，自稱「天雄軍馬步都指揮使」，斬殺主帥楊仁晸，立偏將趙在禮為大帥，攻下鄴都，是為鄴都之變。元行欽討賊無功，李存勗打算親自征討，全義推薦李嗣源前往平亂，嗣源至鄴都，被本部士兵挾持，與亂兵合流。全義憂懼不食而卒，谥忠肃。
王禹偁《五代史闕文》稱张全义“惟勤课劝，其实敛民附贼，以固恩宠”。
一女嫁朱温子福王朱友璋，一女嫁刘鄩子刘遂凝为继室，一女嫁左骁卫上将军致仕李肃。有弟张全恩。

## 延伸阅读
[在维基数据编辑]
 《舊五代史·卷63》，出自薛居正《舊五代史》
 《新五代史/卷45》，出自歐陽修《新五代史》